# Francis Carruthers Gould
Pour les articles homonymes, voir Carruthers.
Francis Carruthers Gould, né à Barnstaple le 2 décembre 1844 et mort le 1er janvier 1925, est un caricaturiste et dessinateur de presse britannique.

## Biographie
Francis Carruthers Gould est le second fils de Richard Davie Gould (1816/17–1900), architecte, et de son épouse, Judith Carruthers Ford. Très tôt, il montre de grandes aptitudes pour le dessin. Après avoir fait ses études à l'école locale, il commence à travailler dans une banque à seize ans. Là, il passe son temps à faire des caricatures de ses collègues ou des clients.
En 1865, il part pour Londres travailler chez un agent de change, d'abord dans les bureaux puis à la Bourse elle-même. Il continue sa pratique des caricatures.
En 1869, il épouse Emily Ballment, originaire comme lui de Barnstaple. Ils auront trois garçons et deux filles.
En 1879, Horace Voules lui demande d'illustrer le numéro de Noël de son magazine Truth. Son travail plait tellement que des illustrations lui seront demandées pour les numéros de Noël jusqu'en 1895. Il est entretemps engagé par W. T. Stead à la Pall Mall Gazette. Quand le journal redevient conservateur après son rachat par William Waldorf Astor en 1892, il le quitte pour la Westminster Gazette dont il devient rédacteur en chef adjoint en 1896. Il prend sa retraite en 1914. Ses dessins politiques avaient les honneurs de la première page : il fut le premier dessinateur de presse à avoir ce privilège.
Il fut l'illustrateur de nombreux livres, comme ceux de Henry Lucy (en) (Peeps at Parliament, taken from behind the Speaker's Chair).

### Source
- (en) H. C. G. Matthew, « Gould, Sir Francis Carruthers (1844–1925) », Oxford Dictionary of National Biography,‎ janvier 2008 (lire en ligne)